# Championnat d'Israël de football 1999-2000
Navigation
Championnat d'Israël 1998-1999 Championnat d'Israël 2000-2001
Le Championnat d'Israël de football 1999-2000 est la 48e édition de ce championnat.

## Classement[1]
| Rang | Équipe                     | Pts | J  | G  | N  | P  | Bp | Bc | Diff |
| ---- | -------------------------- | --- | -- | -- | -- | -- | -- | -- | ---- |
| 1    | Hapoël Tel-Aviv            | 85  | 39 | 26 | 7  | 6  | 76 | 28 | +48  |
| 2    | Maccabi Haïfa              | 76  | 39 | 22 | 10 | 7  | 86 | 35 | +51  |
| 3    | Hapoël Petah-Tikvah        | 74  | 39 | 23 | 5  | 11 | 77 | 52 | +25  |
| 4    | Maccabi Petah-Tikvah       | 60  | 39 | 18 | 6  | 15 | 50 | 47 | +3   |
| 5    | Betar Jérusalem            | 59  | 39 | 15 | 14 | 10 | 61 | 54 | +7   |
| 6    | Maccabi Tel-Aviv -4        | 58  | 39 | 18 | 8  | 13 | 66 | 42 | +24  |
| 7    | Hapoël Haïfa               | 57  | 39 | 13 | 18 | 8  | 53 | 36 | +17  |
| 8    | MS Ashdod                  | 52  | 39 | 13 | 13 | 13 | 48 | 49 | -1   |
| 9    | Hapoël Ironi Rishon LeZion | 43  | 39 | 10 | 13 | 16 | 41 | 65 | -24  |
| 10   | Maccabi Netanya            | 41  | 39 | 10 | 11 | 18 | 53 | 71 | -18  |
| 11   | Bnei Yehoudah              | 40  | 39 | 9  | 13 | 17 | 37 | 64 | -27  |
| 12   | Hapoël Kfar Sabah          | 38  | 39 | 8  | 14 | 17 | 40 | 56 | -16  |
| 13   | Maccabi Herzliya           | 35  | 39 | 9  | 8  | 22 | 33 | 73 | -40  |
| 14   | Hapoël Jérusalem FC        | 24  | 39 | 6  | 6  | 27 | 33 | 82 | -49  |

|  | Champion |
|  | Relégué  |

## Bilan de la saison
| Tableau d'Honneur                |                 |
| Compétition                      | Vainqueur       |
| Championnat d'Israël de football | Hapoël Tel-Aviv |
| Coupe d'Israël de football       | Hapoël Tel-Aviv |

| Promotions et relégations |                                                        |
| Relégués en Liga Leumit   | Hapoël Kfar Sabah Maccabi Herzliya Hapoël Jérusalem FC |
| Promus en Ligat ha'Al     | Hapoël Tsafririm Holon                                 |